# Procope Ier de Jérusalem
Procope Ier (en grec Προκόπιος A', mort en 1788) fut patriarche orthodoxe de Jérusalem du 13 novembre 1787 au 3 novembre 1788.